# مانویلیتسا
مانویلیتسا (به صربی: Manojlica) یک منطقهٔ مسکونی در صربستان است که در سورییگ واقع شده‌است. مانویلیتسا ۲۷۲ نفر جمعیت دارد.